# 자물쇠 따는 방법
"자물쇠 따는 방법" (영어명: How to pick a lock)은 2016년에 제작한 대한민국의 단편 영화이다.

## 시놉시스
11살 명진은 자물쇠 따는 방법을 배우기 위해 양아치 백수인 삼촌을 졸라대고, 그런 명진을 보 고 주변 어른들은 한마디씩 잔소리를 한다. 하지만 명진은 아랑곳하지 않고 계속 자물쇠 따는 방법을 알아내려고 노력 한다.

## 캐스팅
- 노강민 : 명진 역
- 이환 : 삼촌 역
- 이미은 : 엄마 역
- 김보현 : 동네 아가씨 1 역